# Borgoratto Mormorolo
Borgoratto Mormorolo (Burgràt in dialetto oltrepadano) è un comune italiano di 411 abitanti della provincia di Pavia in Lombardia. 

## Geografia fisica
Si trova tra le colline dell'Oltrepò Pavese a 326 m s.l.m., nella valle del Coppa, lungo la Ghiaia di Borgoratto, ramo sorgentifero del torrente Coppa. Viene attraversato dalla Strada Provinciale 203.

## Storia
Borgoratto Mormorolo riflette nel proprio nome due antiche e distinte realtà insediative: quella del borgo, localizzato nell'attuale area del municipio, e quello di Mormorola, nome che dal XIII secolo designa la pieve, erede della ben più antica azienda agricola bobbiese di Memoriola.
Dall'epoca longobarda il territorio era compreso nei possedimenti dell'abbazia di San Colombano di Bobbio.
La località più antica dell'attuale comune fu Zébedo, citata nel 1164 nel diploma con cui Federico I concedeva alla città di Pavia il dominio sull'Oltrepò: il nome Zébedo indica un insediamento di Gepidi, in epoca longobarda (VI secolo). Nello stesso diploma era citata anche la località Illibardi. Successivamente la zona fu soggetta al feudo di Fortunago, nel cui ambito non costituiva neppure un comune a sé fino al XVIII secolo, ma restava incluso nel comune del capoluogo. Seguì dunque le sorti di Fortunago, passando dai Dal Verme ai Riario (XV secolo), ai Botta che costituirono il Marchesato di Fortunago, passato nel 1546 ai Malaspina.
Maggiore era l'importanza religiosa: la pieve di Mormorola, appartenente alla diocesi di Piacenza, estendeva il suo territorio su molte parrocchie vicine.
Borgoratto divenne un comune separato da Fortunago nel XVIII secolo, dapprima con il nome di Valle di Borgoratto, poi Borgoratto.
Unito con il Bobbiese al Regno di Sardegna nel 1743, in base al trattato di Worms, entrò a far parte poi della Provincia di Bobbio. Nel 1801 il territorio è annesso alla Francia napoleonica fino al 1814. Nel 1818 passa alla provincia di Voghera e nel 1859 alla provincia di Pavia.
Nel 1863 assume il nome di Borgoratto Mormorolo (sarebbe stato forse più corretto Borgoratto Mormorola).

### Simboli
Lo stemma e il gonfalone sono stati approvati con delibera del consiglio comunale del 31 maggio 1983 e concessi con decreto del presidente della Repubblica del 16 dicembre dello stesso anno.
La corona da marchese ricorda i Malaspina, signori del luogo, mentre il pastorale la dipendenza dal monastero di Bobbio.
Il grappolo d'uva e il bue rappresentano la coltivazione della vite e l'allevamento del bestiame che sono le principali risorse economiche del paese.
Il gonfalone è un drappo di bianco.

## Società

### Evoluzione demografica
Abitanti censiti

## Amministrazione

### Comunità montane
Fa parte della fascia bassa della Comunità Montana Oltrepò Pavese.